# کامل یارماتوف
کامل یارماتوف (تاجیکی: Комил Ёрматов؛ ۲ مهٔ ۱۹۰۳ – ۱۷ نوامبر ۱۹۷۸) کارگردان فیلم، و بازیگر اهل تاجیکستان بود. وی بعدها به ازبکستان نقل مکان کرد.
وی همچنین برندهٔ جوایزی همچون نشان لنین، قهرمان کار سوسیالیست، جایزه هنرمند مردمی اتحاد جماهیر شوروی، و نشان پرچم سرخ کار شده‌است.